# وزن مخصوص
وزن مخصوص (به انگلیسی: Specific weight)، نسبتِ وزن یک‌ماده به حجم آن را وزن مخصوص می‌گویند. وزن مخصوص را با گاما (γ) نمایش می‌دهند. فرمول تعیین وزن مخصوص یک‌ماده چنین است:
{\displaystyle \gamma =\rho \,g}
که در آن، {\displaystyle \gamma } نشانهٔ وزن مخصوص و {\displaystyle \rho } نشانهٔ جرم واحد حجم یا چگالی و g نشانهٔ شتاب جاذبه است.
بین وزن مخصوص و چگالی (یا جرم حجمی) باید تفاوت گذاشت. چگالی نسبتِ جرم یک ماده به حجم آن است. چگالی مواد مستقل از شتاب گرانشی است و درحالی که مطابق فرمول بالا، وزن مخصوص یک ماده متأثر از شتاب گرانش است؛ بنابراین وزن مخصوص یک ماده در سطح زمین و سطحِ ماه متفاوت خواهد بود.
در واقع، فرمول وزن مخصوص (.g. m/v) است.
یک مقدار رایج مورد استفاده وزن مخصوص، آب بر روی زمین در دمای ۴ درجه سلسیوس (۳۹ درجه فارنهایت) است که در این شرایط وزن مخصوص آب ۹٫۸۰۷ کیلونیوتن بر متر مکعب یا ۶۲٫۴۳ پوند-نیرو بر فوت مکعب است.